# 默兹河畔锡夫里
默兹河畔锡夫里（法語：Sivry-sur-Meuse，法語發音：[sivʁi syʁ møz]）是法国默兹省的一个市镇，属于凡尔登区。

## 地理
默兹河畔锡夫里（49°19'19"N, 5°16'7"E）面积22.24 平方千米，位于法国大東部大區默兹省，该省份为法国西北部内陆省份，北与比利时接壤，西接马恩省和阿登省，南至上马恩省和孚日省，东临默尔特-摩泽尔省。
与默兹河畔锡夫里接壤的市镇（或旧市镇、城区）包括：孔桑瓦、达讷武、方丹圣克莱尔、雷维尔欧布瓦、维洛讷-阿罗蒙。

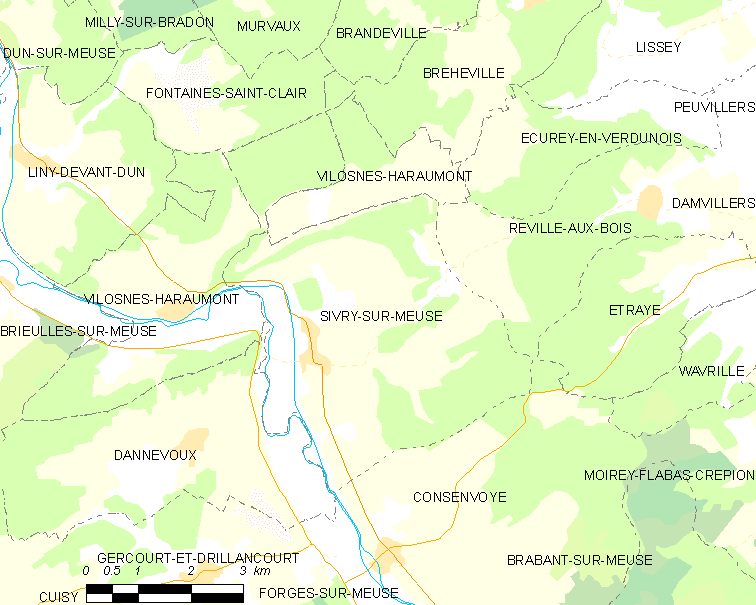
默兹河畔锡夫里的OSM定位图

默兹河畔锡夫里的时区为UTC+01:00、UTC+02:00（夏令时）。

## 行政
默兹河畔锡夫里的邮政编码为55110，INSEE市镇编码为55490。

## 政治
默兹河畔锡夫里所属的省级选区为阿戈讷地区克莱蒙县。

## 人口

1962-2008年间默兹河畔锡夫里人口变化图示

默兹河畔锡夫里于2022年1月1日时的人口数量为337人。